# Hippolyte Béziers-Lafosse
Pour les articles homonymes, voir Béziers-Lafosse, Béziers (homonymie) et Lafosse (homonymie).
Hippolyte Béziers-Lafosse, né en 1814 à Versailles et mort en 1899 à Rennes, est un architecte français.
Après avoir occupé le poste d'architecte pour les bâtiments départementaux dans l'arrondissement de Saint-Malo, il reprend la succession de Léonce Couëtoux au poste d'architecte du département d'Ille-et-Vilaine en 1860. Il quitte ses fonctions en 1883.

## Biographie
Antoine-Léonard-Hippolyte naît à Versailles le 30 novembre 1814, de Victor-Léonard Béziers-Lafosse, ingénieur des ponts et chaussées, et d'Adélaïde Flotte de Revel.  
Formé à l'atelier de son père, d'abord en région parisienne puis à Rennes, il se marie, le 4 septembre 1838, à Sophie Lepord, fille cadette de François Lepord, polytechnicien, ingénieur des Ponts-et-Chaussées et professeur aux Écoles royales d'artillerie et au collège royal de Rennes.  
Il s’installe l’année suivante à Saint-Servan, et de cette union naîtront 10 enfants, entre 1839 et 1858 :  Arthur (1839-1924) ; Albert (1840-1908) ; Aristide (1843-1916) ; Anaïs (1845-1924) ; Arthème (1847-1862) ; Armand (1849-1926) ; Alice (1851-1928) ; Amalia (1854-1855) ; Alfred (1856-1878) ; Auguste (1858-1944). 
En 1847, il réalise la Monographie de l'Eglise Saint-Sauveur de Dinan. Une Monographie jugée digne d'éloges lors de sa réception à la Société libre des Beaux-arts. 
Par ailleurs, soulignons également, qu'il dirige de 1851 à 1852, la restauration de l'église de Saint-Sauveur de Dinan.
Architecte de l’arrondissement de Saint-Malo pour les bâtiments départementaux, il collabore activement aux préparatifs du voyage de Napoléon III en Bretagne en août 1858, notamment dans l’aménagement des appartements de la sous-préfecture, ainsi que dans l’organisation du service d’ordre, en sa qualité de chef capitaine des pompiers de la ville (poste qu’il occupe depuis 1854). Nommé architecte départemental d’Ille-et-Vilaine le 2 novembre 1860, il occupe ce poste jusqu’au 31 décembre 1883.
Il décédera à Rennes le 22 mars 1899, à son domicile du 5, quai Lamennais.

## Œuvres
- Église Notre-Dame de Matignon[7], 1843-1847
- Immeuble à Saint-Servan, 66, rue Georges Clemenceau, 1844
- Église Saint-Maudan de Plumaudan[8], 1846.
- Immeuble à Saint-Servan, 1, rue Ville-Pépin, 1851
- Mairie-école de garçons de Plerguer, 1850 à 1855
- Restauration de la basilique Saint-Sauveur de Dinan, 1851-1852
- Église Sainte-Trinité, Saint-Augustin de Plerguer, 1856 à 1861[9]
- Façade de l'église de Saint-Uniac, 1856 [10]
- Restauration de l'église Saint-Martin de Trémeheuc, 1857
- École normale supérieure d'instituteurs de Rennes, 1863
- Pont sur l'Arguenon à Saint-Cast-le-Guildo, av. 1864
- Hôtel de ville de Saint-Servan (place Bouvet), 1869
- Agrandissement et restauration de la préfecture d'Ille-et-Vilaine avec Jean-Baptiste Martenot, 1875
- Archives départementales d'Ille-et-Vilaine, dit « Pavillon La Borderie », d'après ses plans, 1885

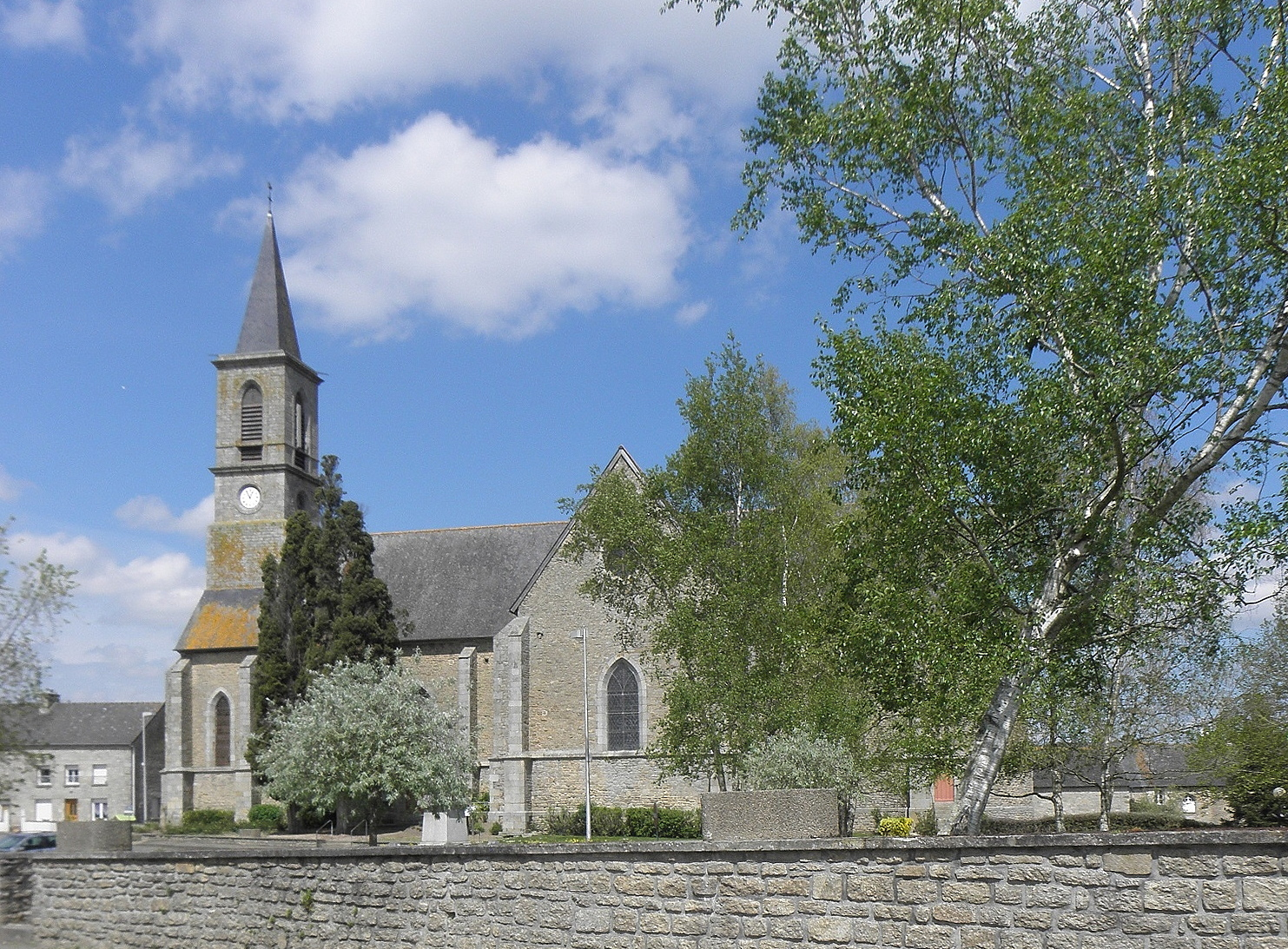
Église Saint-Maudan de Plumaudan.
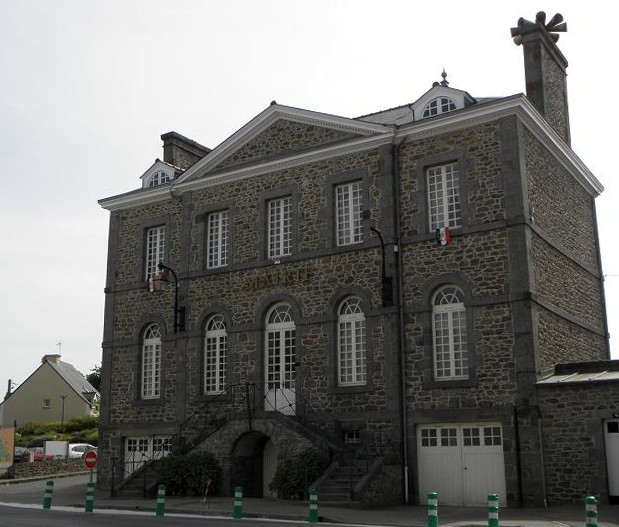
Mairie-école de Plerguer.
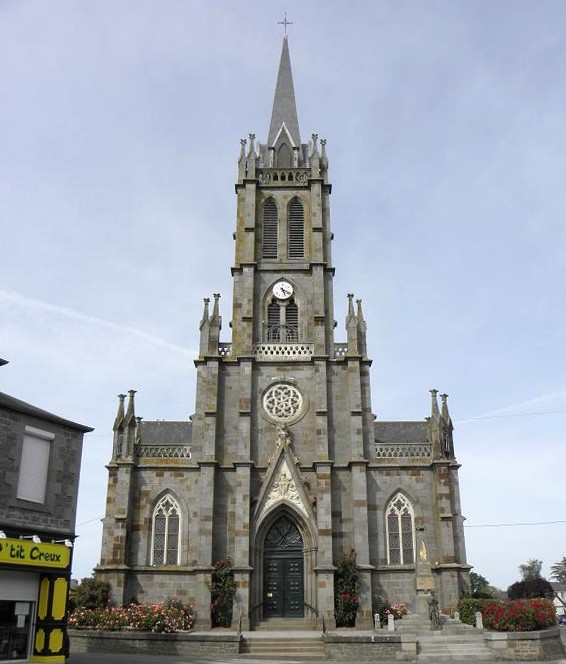
Église Sainte-Trinité de Plerguer.
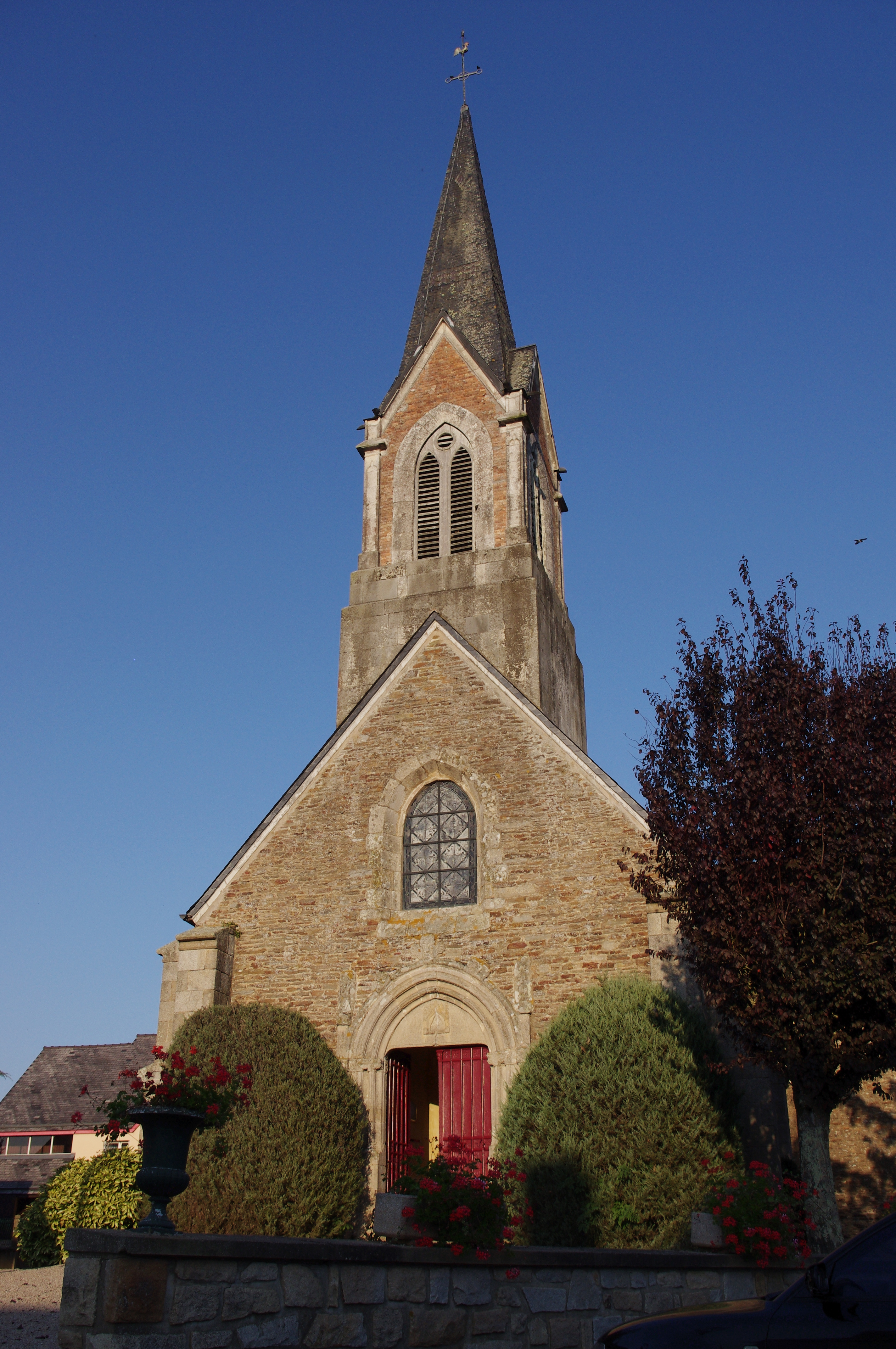
Église de Saint-Uniac.
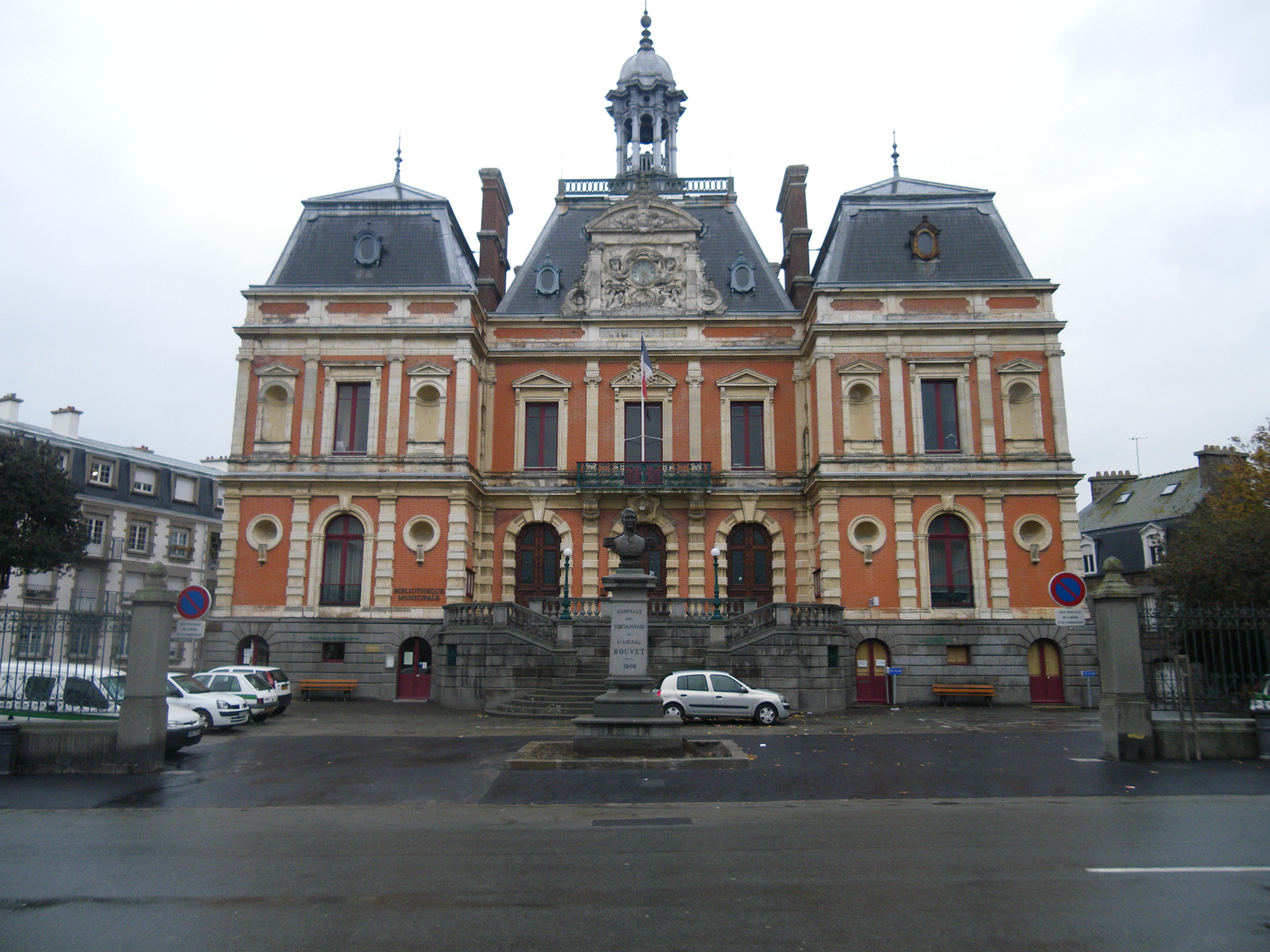
Hôtel de ville de Saint-Servan.
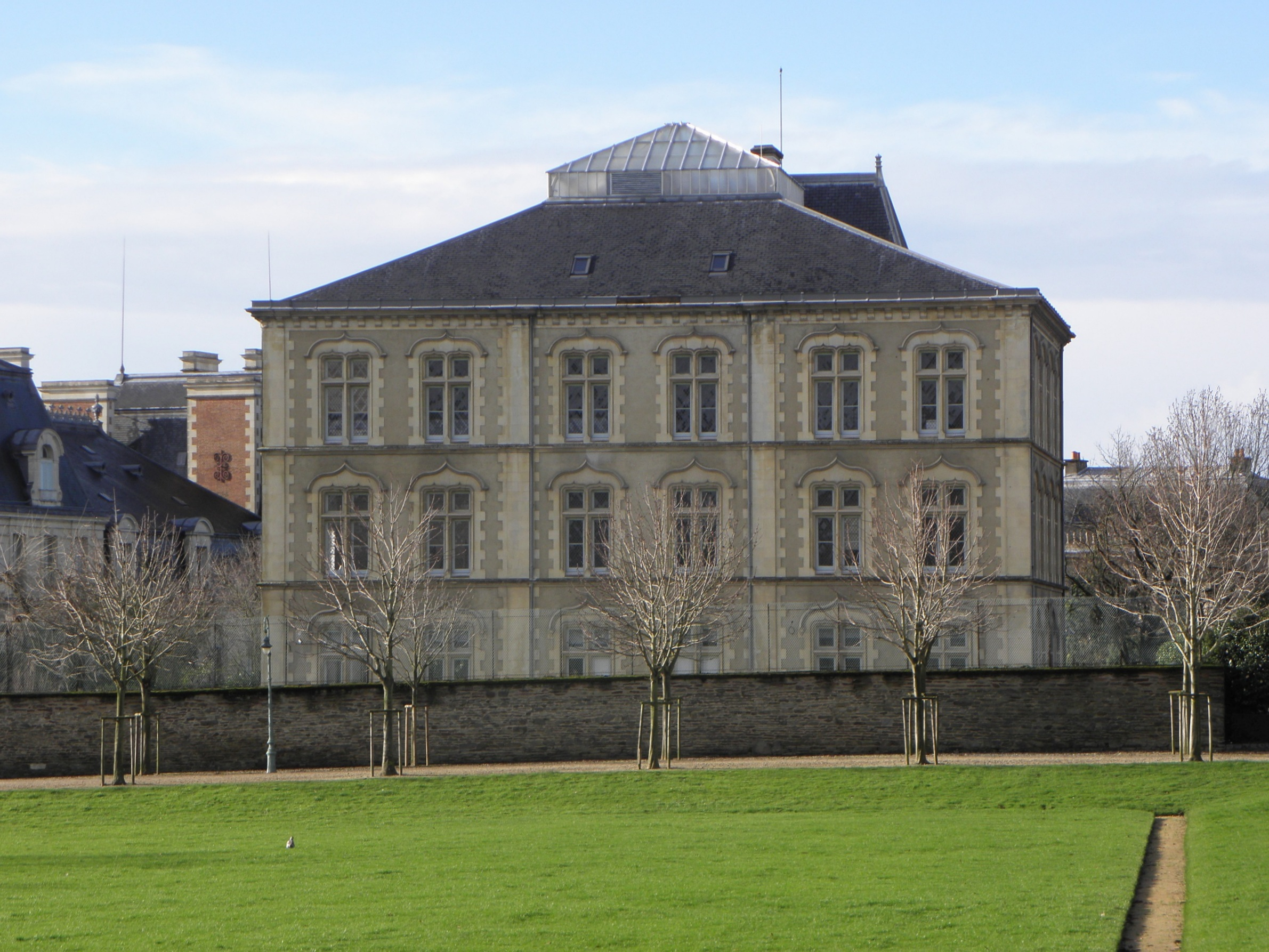
Pavillon La Borderie à Rennes.